# Paradosso di Stein
L'esempio Stein (o fenomeno o paradosso), in teoria delle decisioni e teoria della stima, è il fenomeno per cui, quando tre o più parametri sono stimati contemporaneamente esiste uno stimatore combinato più efficiente (con un minore errore quadratico medio) di qualsiasi metodo che gestisca i parametri separatamente. Ciò è sorprendente in quanto i parametri e le misure potrebbero essere del tutto indipendenti. Il fenomeno prende il nome dal suo scopritore, Charles Stein.